# Aurseulles
Aurseulles ist eine französische Gemeinde mit 1.908 Einwohnern (Stand 1. Januar 2022) im Département Calvados in der Region Normandie. Sie gehört zum Arrondissement Vire und zum Kanton Les Monts d’Aunay.
Sie entstand als Commune nouvelle mit Wirkung vom 1. Januar 2017 durch die Zusammenlegung der bisherigen Gemeinden Anctoville, Longraye, Saint-Germain-d’Ectot und Torteval-Quesnay. Diese üben in der neuen Gemeinde den Status einer Commune déléguée aus. Der Verwaltungssitz befindet sich im Ort Anctoville. Außerdem wurde auch den im Jahre 1973 mit Anctoville als Commune associée verbundenen früheren Gemeinden Feuguerolles-sur-Seulles, Orbois und Sermentot der Status einer Commune déléguée in der neuen Gemeinde zuerkannt.
Nachbargemeinden sind Livry und Cahagnolles im Westen, Saint-Paul-du-Vernay im Nordwesten, Trungy und Juaye-Mondaye im Norden, Lingèvres und Hottot-les-Bagues im Osten, Saint-Vaast-sur-Seulles und Villy-Bocage im Südosten sowie Saint-Louet-sur-Seulles, Amayé-sur-Seulles und Cahagnes im Süden.

## Gliederung
| Ortsteil                     | ehemaliger INSEE-Code | Fläche (km²) | Einwohnerzahl zum 1. Januar 2022 |
| ---------------------------- | --------------------- | ------------ | -------------------------------- |
| Anctoville (Verwaltungssitz) | 14011                 | 17,48        | 435                              |
| * Feuguerolles-sur-Seulles   | 14267                 | -            | 169                              |
| * Orbois                     | 14479                 | -            | 157                              |
| * Sermentot                  | 14673                 | -            | 300                              |
| Longraye                     | 14376                 | 06,59        | 196                              |
| Saint-Germain-d’Ectot        | 14581                 | 04,97        | 313                              |
| Torteval-Quesnay             | 14695                 | 16,96        | 338                              |